# فلويد جي. روبنسون
فلويد جي. روبنسون هو عالم نفس كندي، ولد في 2 يناير 1931.